# Days Gone
Days Gone is een survival action-adventure ontwikkeld door SIE Bend Studio. Het spel wordt uitgegeven door Sony Interactive Entertainment en is in 2019 exclusief uitgekomen voor de PlayStation 4.
Het spel speelt zich af in een post-apocalyptische Verenigde Staten, twee jaar nadat een pandemie een groot deel van de aarde heeft uitgeroeid. Een deel van de overlevenden is gemuteerd tot zombie-achtige "Freakers". De speler speelt als overlever Deacon St. John vanuit een derdepersoonsperspectief in een open wereld.

## Ontvangst

### Kritisch
| \| Recensiescore \| Recensiescore \| \| Recensieverzamelaar \| Score \| \| ------------------- \| ------------------------------ \| \| GameRankings \| (PS4) 70,77%[2] \| \| Metacritic \| (PS4) 71/100[3] (pc) 76/100[4] \| \| Publicist \| Score \| \| Gamer.nl \| 8/10[5] \| \| InsideGamer \| 8,8/10[6] \| \| Power Unlimited \| 86/100[7] \| \| Tweakers \| 7,5/10[8] \| \| FOK! \| 6,5/10[9] \| |                          |
| Recensiescore |                          |
| Recensieverzamelaar | Score                    |
| GameRankings | (PS4) 70,77%             |
| Metacritic | (PS4) 71/100 (pc) 76/100 |
| Publicist | Score                    |
| Gamer.nl | 8/10                     |
| InsideGamer | 8,8/10                   |
| Power Unlimited | 86/100                   |
| Tweakers | 7,5/10                   |
| FOK! | 6,5/10                   |

### Commercieel
Uit uitgelekte documenten blijkt dat Days Gone per februari 2022 7,32 miljoen keer verkocht is. De pc-versie is 1,7 miljoen maal verkocht.